# Beyond The Story Live 2005
Beyond The Story Live 2005是由香港著名樂隊Beyond於2005年在香港體育館的大型個人演唱會。這亦為Beyond的告別演唱會，演唱會完成後Beyond正式解散，但解散後卻傳出黃家強和黃貫中關係惡劣，亦傳出此為解散原因，黃家強亦在微博證實此事。

## 巡迴場次
| 場次 | 日期           | 國家／地區 | 城市     | 場館               | 備註 |
| ---- | -------------- | ---------- | -------- | ------------------ | ---- |
| 1    | 2005年1月27日  | 香港       | 香港     | 紅磡體育館         |      |
| 2    | 2005年1月28日  | 香港       | 香港     | 紅磡體育館         |      |
| 3    | 2005年1月29日  | 香港       | 香港     | 紅磡體育館         |      |
| 4    | 2005年1月30日  | 香港       | 香港     | 紅磡體育館         |      |
| 5    | 2005年1月31日  | 香港       | 香港     | 紅磡體育館         |      |
| 6    | 2005年2月1日   | 香港       | 香港     | 紅磡體育館         |      |
| 7    | 2005年4月9日   | 美国       | 大西洋城 |                    |      |
| 8    | 2005年4月16日  | 加拿大     | 多倫多   |                    |      |
| 9    | 2005年5月27日  | 中国大陆   | 北京     | 北京首都體育館     |      |
| 10   | 2005年5月29日  | 中国大陆   | 黑龍江   | 人民體育場         |      |
| 11   | 2005年6月3日   | 中国大陆   | 瀋陽     | 五裏河體育場       |      |
| 12   | 2005年6月11日  | 中国大陆   | 天津     | 天津體育中心       |      |
| 13   | 2005年7月16日  | 中国大陆   | 長沙     | 賀龍體育中心體育場 |      |
| 14   | 2005年7月16日  | 中国大陆   | 鄭州     | 清華園體育館       |      |
| 15   | 2005年8月27日  | 中国大陆   | 重慶     | 重慶中心體育場     |      |
| 16   | 2005年9月3日   | 中国大陆   | 上海     | 上海體育館         |      |
| 17   | 2005年9月7日   | 中国大陆   | 武漢     | 新華路體育場       |      |
| 18   | 2005年9月16日  | 中国大陆   | 杭州     | 黄龍體育場         |      |
| 19   | 2005年9月23日  | 中国大陆   | 昆明     | 拓東體育場         |      |
| 20   | 2005年10月15日 | 新加坡     | 新加坡   | 新加坡室內體育館   |      |

## 演唱曲目 (香港)
- 永遠等待
- 金屬狂人
- 再見理想
- 亞拉伯跳舞女郎
- 赤紅熱血
- 爸爸媽媽
- 我是憤怒
- 歲月無聲
- 逝去日子
- 誰伴我闖蕩
- 願我能
- 遙望
- 不再猶豫(With 太極樂隊)/憂傷都市(With 浮世繪)/十個救火的少年(With 達明一派)
- 紅色跑車(With 太極樂隊)/喜歡你(With 浮世繪)/真的愛你(With 達明一派)
- 情人
- 海闊天空
- 遙遠的Paradise
- 祝您愉快
- 無事無事
- 困獸鬥
- 醒你
- 請將手放開
- 時日無多
- 不見不散
- 抗戰二十年
- 長空
- 農民
- 追憶
- 真的愛你/活著便精彩
- AMANI
- 光輝歲月
- 總有愛

## 演唱會曲目(中國大陸)
- 永遠等待
- 金屬狂人
- 再見理想
- 亞拉伯跳舞女郎
- 爸爸媽媽
- 我是憤怒
- 歲月無聲
- 長城
- 大地
- 遙望
- 願我能
- 真的愛你(With 黑豹樂隊)
- 無地自容(With 黑豹樂隊)
- 情人
- 海闊天空
- Paradise
- 祝您愉快
- 困獸斗
- 醒你
- Love
- 不見不散
- 抗戰二十年
- 長空
- 光輝歲月
- 一輩子陪我走